# Emigración chilena luego de la batalla de Rancagua

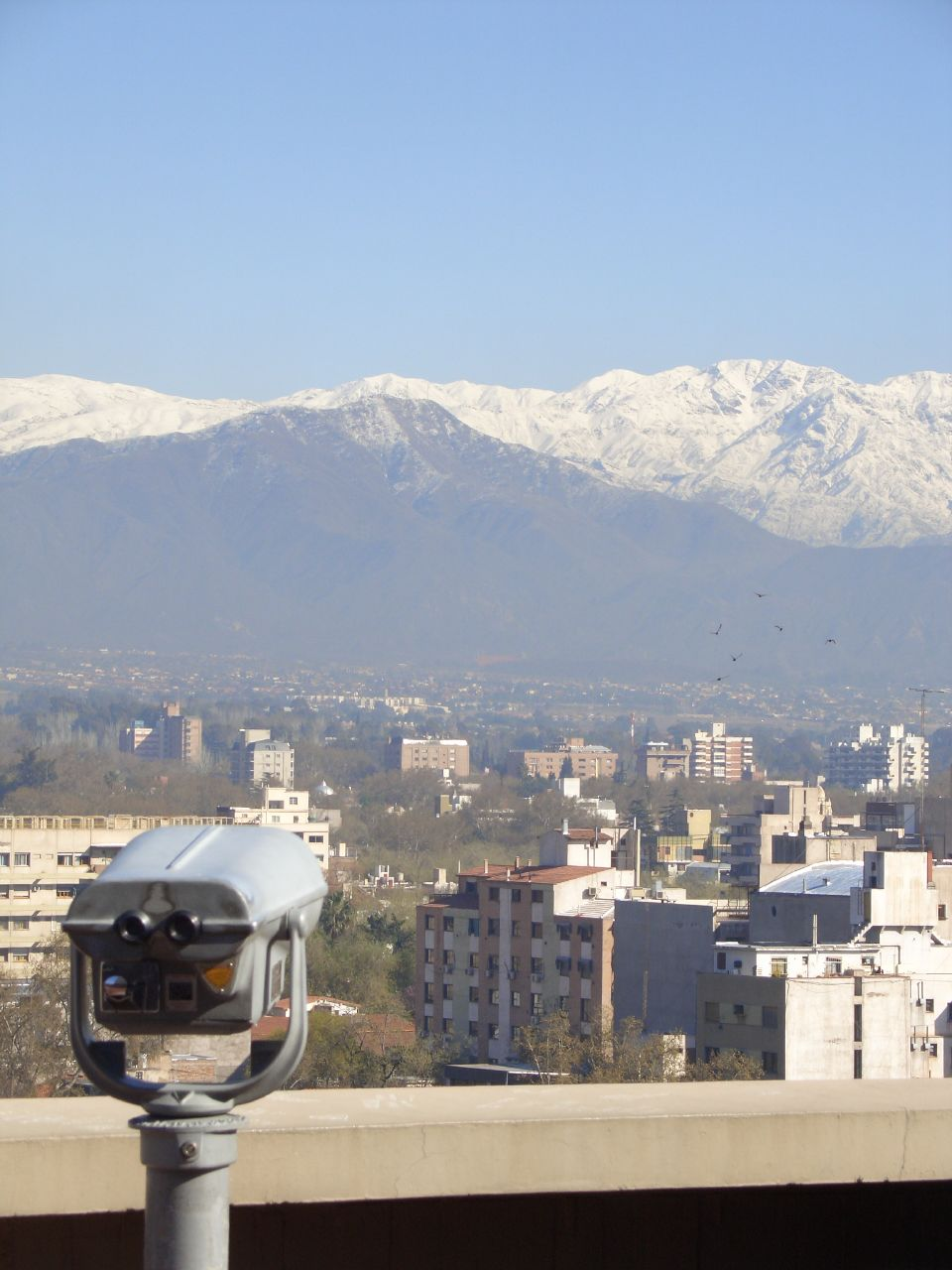
Vista panorámica de los Andes desde la Ciudad de Mendoza.

La emigración chilena luego de la batalla de Rancagua se refiere a un evento de la Guerra de Independencia de Chile. El período conocido como «Patria Vieja» terminó con la derrota de las fuerzas patriotas en la batalla de Rancagua el 1 y 2 de octubre de 1814. Los patriotas que pudieron cruzaron la cordillera de los Andes y se refugiaron en las Provincias Unidas del Río de la Plata. Algunos de ellos retornaron a su país con el Ejército de los Andes en 1817, cuando lograron restaurar la independencia de Chile.

## Campaña de Osorio y derrota de Rancagua

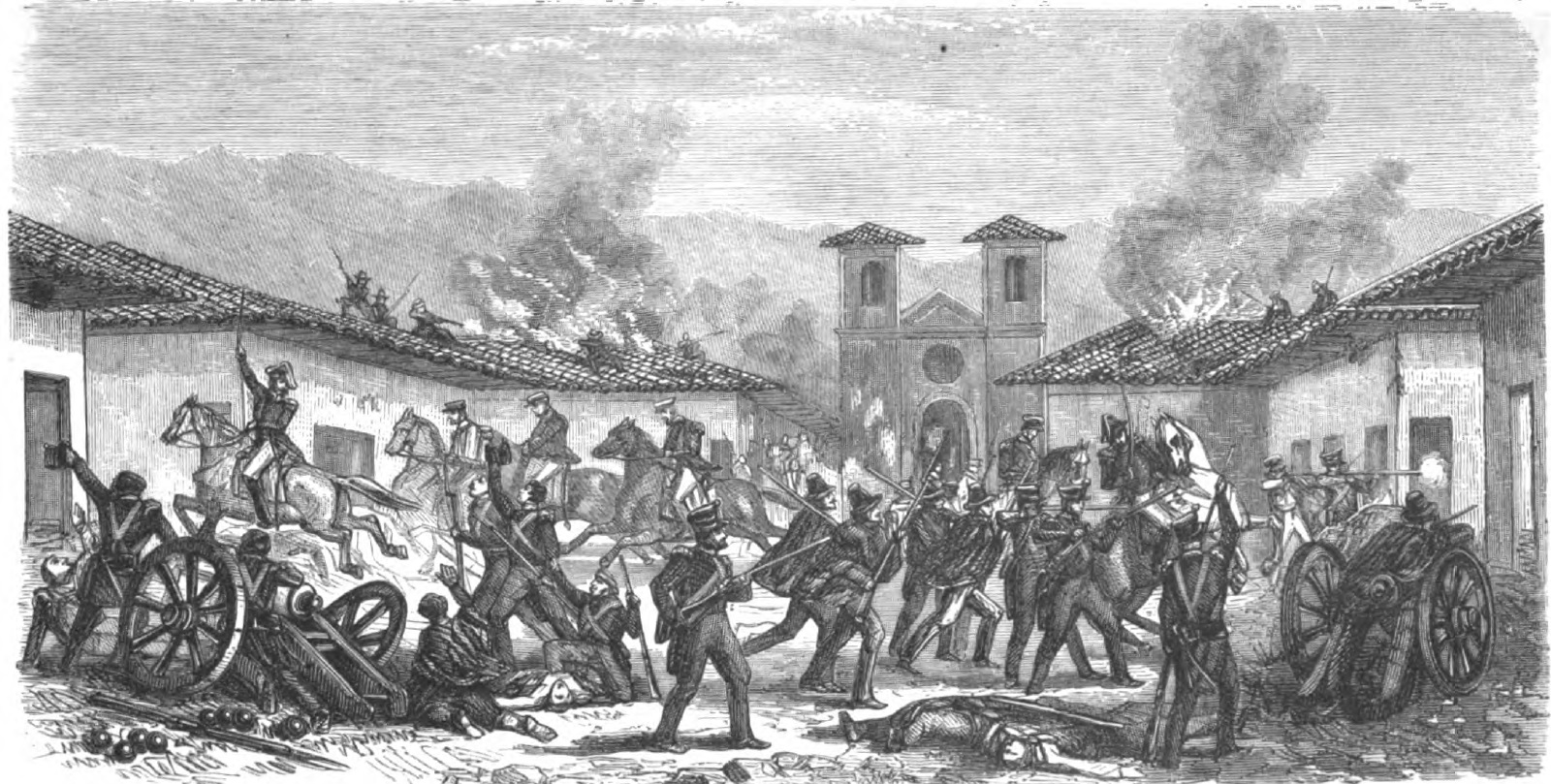
Batalla de Rancagua.

El 20 de agosto de 1814, el brigadier realista Mariano Osorio dirigió un mensaje «a los que mandaban en Chile», declarando nulo el Tratado de Lircay y dando un ultimátum de diez días a los patriotas chilenos para que se rindieran. Cuando el mensaje fue recibido el 28 de agosto, los más de 4000 soldados realistas procedentes de Perú y del sur de Chile se encontraban ya a las alturas de San Fernando, alrededor de 120 kilómetros al sur de la capital chilena.
Dada la nueva situación, los patriotas depusieron su enfrentamiento, aunaron fuerzas y Bernardo O'Higgins se puso al mando de una división de 900 hombres, mientras José Miguel Carrera organizaba la defensa en Santiago y su hermano Luis Carrera comandaba la otra división de 1500 hombres.
O'Higgins no pudo detener a Osorio en la ribera del río Cachapoal y se vio obligado a retroceder hasta Rancagua, donde se atrincheró. El plan era dar a las tropas comandadas por Luis Carrera la oportunidad de atacar a los españoles por la espalda. Sin embargo, José Miguel Carrera, quien tomó comando directo, no intervino y el resultado fue la derrota de los patriotas en la batalla de Rancagua.

## Fin de la Patria Vieja

Bandera de la Patria Vieja.

O'Higgins logró escapar con menos de un tercio de sus 900 hombres y cruzó los Andes por el paso de Uspallata escoltado a retaguardia por el Batallón de Auxiliares Argentinos al mando de Juan Gregorio de Las Heras, quien los halló en la cuesta de Chacabuco cuando por orden de Carrera se dirigían de Santa Rosa de los Andes a la costa de San Antonio. Las Heras interpretó que Carrera los enviaba al sacrificio para ganar tiempo en su huida y retornó a Mendoza con los emigrados.
El desastre de Rancagua causó pánico en Santiago. Los planes para defender Angostura y Santiago mismo fueron olvidados y la población patriota y el gobierno abandonaron la ciudad para escapar hacia Mendoza.
Carrera llegó a Santiago el 3 de octubre y ordenó que todo lo que tuviera algún valor fuera remitido a la provincia de Coquimbo, a donde pensaba dirigirse. Luego partió con su ejército para Santa Rosa de los Andes, desde donde no pudo dirigirse a Coquimbo al ser perseguido por Osorio y cruzó la cumbre de la cordillera hacia Mendoza por Uspallata el 13 de octubre. Así terminó el período llamado «Patria Vieja».

## Emigración a Mendoza

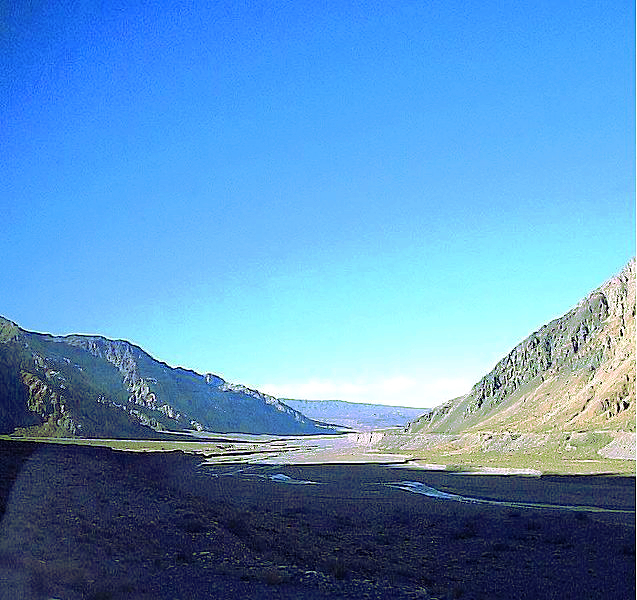
Paso de Uspallata, por el cual pasaron los emigrados chilenos hacia Mendoza.

A principios de agosto de 1814, llegaron a Mendoza algunos exiliados chilenos deportados por el gobierno de Carrera en pleno invierno, entre ellos el brigadier Juan Mackenna y Antonio José de Irisarri. El primero dio informes a San Martín y al Gobierno argentino en contra de Carrera, logrando predisponerlos. El Gobierno de Buenos Aires ordenó que se los dejara en libertad de dirigirse a donde quisieran. Llegaron presos y quedaron alojados en prisión reos comunes, chilenos realistas, españoles, sacerdotes y confinados políticos.
El 8 de septiembre de 1814, José de San Martín asumió el mando de la Provincia de Cuyo, cargo para el que fue nombrado el 10 de agosto en reemplazo de Marcos Balcarce.

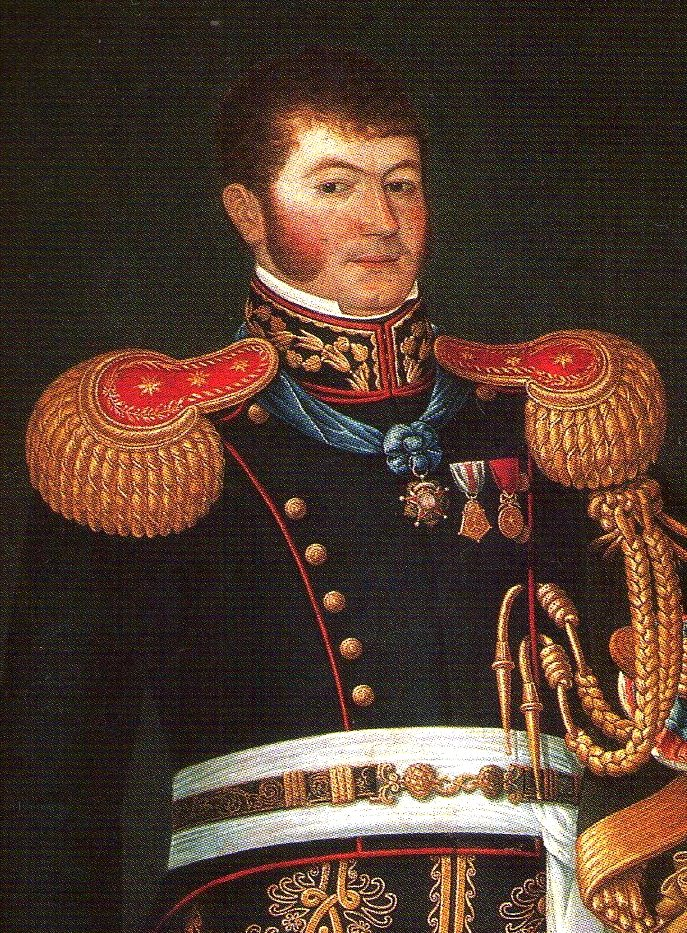
Ramón Freire Serrano.

El 9 de octubre arribaron a Mendoza los primeros refugiados chilenos con la noticia de lo ocurrido en Rancagua. Un oficio del 8 de octubre de la Junta chilena refugiada en Santa Rosa, solicitó urgentes auxilios al gobernador de Cuyo, afirmando que contaban con 1000 hombres, contestando San Martín que había enviado a la cordillera todos los recursos que pudo reunir para favorecer a los emigrados, debido a que carecía de tropas. Envió más de 1000 cargas de víveres y mulas y el 12 de octubre partió a Uspallata para recibirlos.

Yo salí a Uspallata, distante treinta leguas de Mendoza, para recibirlos y proporcionarles personalmente cuantos consuelos estuviesen en mi posibilidad. Allí se presentó a mi vista el cuadro de desorden más enternecedor que puede figurarse. Una soldadesca dispersa, sin jefes ni oficiales, y por tanto sin el faro de la subordinación, salteando, insultando y cometiendo toda clase de excesos, hasta inutilizar los víveres [...] Un número crecido de ciudadanos que aseguraban con firmeza que los Carrera habían sacado de Chile más de un millón de pesos pertenecientes al Estado, y que los traían repartidos en las cargas de sus muchos faccionarios, pidiéndome no permitiese la depredación de fondos tan necesarios para la empresa de reivindicar la patria [...] di providencia para que se vigilase sobre las cargas de introducción [...] y mandé allí mismo publicar un bando para que, bajo pena de la vida, toda la tropa dispersa se reuniese en piquetes.
Explicación de San Martín sobre su conducta, de 1818

Juan José Paso, representante del Gobierno de Buenos Aires en Chile, escribió el 13 de octubre a su gobierno desde Santa Rosa de los Andes:

Lo que hasta el día sabemos es que, perdida la capital, se ha retirado alguna tropa suelta con algún armamento de fusiles a la villa de Santa Rosa, y que los Carrera se mantienen con ella en la boca de la quebrada que conduce a la cordillera, en la que se ha abierto huella y facilitado el pasaje a un número copioso de gentes que se hace pasar de dos mil; que la división auxiliar de Las Heras viene marchando hacia esta ciudad con su armamento [...]

Los soldados dispersos fueron reunidos por la colaboración de oficiales como Andrés Alcázar y Ramón Freire, siendo encargado O'Higgins por San Martín para que dirigiera esas tropas a Mendoza.
San Martín avanzó a caballo hasta Picheuta, en donde recibió un parte de Las Heras informándole que sus tropas no eran perseguidas y regresó a Uspallata el día 14. En el camino se cruzó con Carrera, quien tuvo la descortesía de no saludarlo. Desde Uspallata, San Martín regresó a Mendoza, seguido por O'Higgins con los 200 o 300 soldados que reunió Alcázar y luego por los 400 que viajaban con Carrera, quien envió adelante al teniente coronel de húsares Diego Benavente con la misión de reunir a las tropas chilenas. Las Heras y los Auxiliares Argentinos permanecieron en Uspallata en previsión de un avance realista.
El 15 de octubre los Carrera se negaron a permitir el registro de sus equipajes en Villavicencio, por lo que San Martín los intimó y dos días después se sometieron a la revisión, sin hallarse los caudales que se suponía llevaban, ingresando el 17 de octubre a Mendoza en donde ocuparon el Cuartel de la Caridad.

## Tensiones internas entre los emigrados y con el Gobierno de Cuyo

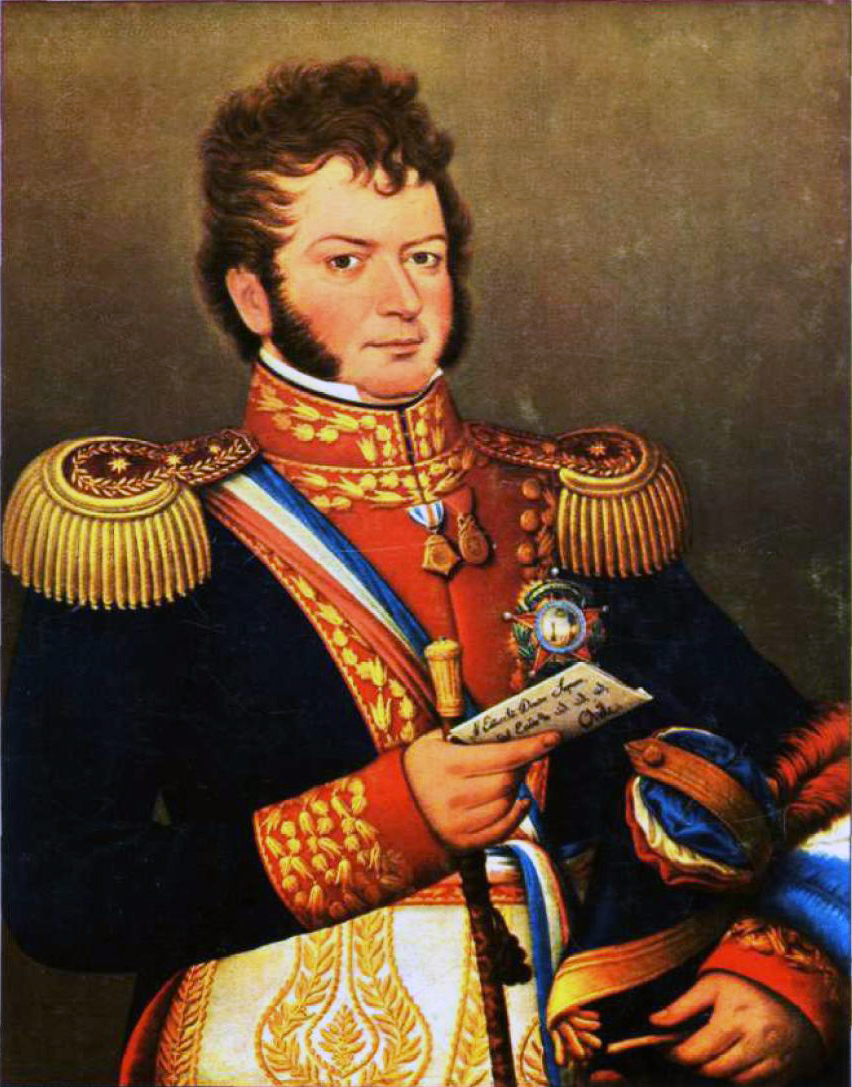
Bernardo O'Higgins.

En los días siguientes, Carrera intentó mantener su autoridad sobre las tropas chilenas negando a San Martín todo derecho a impartirles órdenes. El 18 de octubre, San Martín ofició a Carrera para que las tropas chilenas reconocieran al coronel mayor Marcos Balcarce como comandante general de armas, lo que no fue contestado por Carrera. Debido al estado conflictivo entre los chilenos y al no reconocimiento de su autoridad y peligro de saqueo, San Martín ordenó el 19 de octubre que los tres hermanos Carrera, y a los vocales de Junta de Chile, Julián Uribe y Manuel Muñoz Ursúa, que pasaran a San Luis a esperar órdenes de Buenos Aires, justificándole: «he creído conveniente la salida de V.S. no solo por su propia seguridad, sino igualmente por la tranquilidad de este pueblo», lo cual fue rechazado por todos.
Según un parte de José Miguel Carrera del 22 de octubre de 1814, las fuerzas chilenas que se refugiaron en Mendoza a sus órdenes estaban distribuidas entre: 105 artilleros, 229 infantes (169 infantes de varios cuerpos y 60 infantes de la patria e ingénuos) y 374 soldados de caballería (164 de la Gran Guardia Nacional y 210 dragones al mando de Andrés Alcázar).
La enemistad entre las dos facciones chilenas aumentó y 74 de ellos firmaron un memorial redactado por Irisarri pidiendo a San Martín protección contra los Carrera y acusándolos de haber hecho caer los caudales en manos de Osorio de manera intencional, entre los que firmaron estaban O'Higgins, Mackenna, Freire, Vial, Bueras y Alcázar. Los partidarios de Carrera respondieron con la firma de un acta el día 19 por 138 de ellos, pidiendo a su gobierno exiliado que los protegiera del Gobierno de Cuyo. Entre los firmantes estaban Luis y Juan José Carrera y los tres hermanos Benavente.

## Disolución del gobierno de Carrera
Tras solicitar reiteradamente tropas a Buenos Aires para poder prevalecer sobre la facción de Carrera que desafiaba su autoridad, San Martín logró reunir el 29 de octubre unos 1000 soldados, al haber hecho trasladar a Mendoza las fuerzas de Las Heras que estaban en Uspallata y reunirlas con los chilenos que respondían a Alcázar y las milicias provinciales de infantería y caballería. 
Al amanecer del 30 de octubre de 1814 San Martín marchó con sus fuerzas y 2 cañones y rodeó el Cuartel de la Caridad en donde se hallaban unos 400 soldados leales a Carrera, intimando a éste:

Todos los emigrados de Chile quedan bajo la protección del supremo gobierno de las provincias unidas, como han debido estarlo desde que pisaron su territorio. De consiguiente, las obligaciones y contratos que dichos individuos formaron con aquél gobierno, quedan libres de su cumplimiento en el instante en que entraron en esta jurisdicción. Ya no tiene V.E. ni los vocales que componían aquel gobierno más representación que el de unos ciudadanos de Chile, sin otra autoridad que la de cualquier otro emigrado, por cuya razón, y no debiendo existir ningún mando sino el del Supremo Director o el que emane de él, le prevengo que en el perentorio término de diez minutos, entregue V.S. al ayudante que conduce éste, la orden para que las tropas que se hallan en el cuartel de la Caridad, se pongan a las inmediatas del comandante general de armas don Marcos Balcarce. La menor contradicción, pretexto o demora a esta providencia, me lo hará reputar a V.S. no como enemigo, sino como un infractor de las sagradas leyes de este país. El adjunto bando que en estos momentos se está publicando, enterará a V.S. de las ideas liberales de este gobierno. Dios guarde a V.S. muchos años. Mendoza, 30 de octubre de 1814. José de San Martín.

Señor don José Miguel Carrera, brigadier del ejército de Chile.

Carrera firmó la orden requerida y Balcarce ingresó al cuartel con dos compañías de infantes, donde leyó el bando que dispuso que:

Todo individuo emigrado de Chile se halla bajo la inmediata protección del Supremo Gobierno de estas provincias.

Todo dependiente del Ejército emigrado de Chile que quiera continuar sus servicios en el de estas provincias, se presentará al Comandante General de Armas.

Asimismo, todo aquel que no quiera servir, queda expedito desde la publicación de este bando para establecerse libremente en el territorio de estas provincias y ejercer tranquilamente sus oficios, pero estos deberán presentarse al muy ilustre Cabildo para recoger el competente seguro.

Los demás individuos emigrados pueden establecerse sin obstáculo en toda la comprensión de este Estado y el Supremo Director les ofrece una completa garantía tanto de sus bienes como de sus personas. (...)
Bando de San Martín

El 1 de noviembre Balcarce comunicó el destino de las tropas de Chile:

Los dragones quedan reunidos á cargo del coronel don Andres del Alcázar: componen un escuadron, pero le sobran oficiales: los artilleros forman una compañía, al cuidado del teniente don Ramon Picarte: los infantes de la patria han sido incorporados al batallon de infantería que manda el teniente coronel don Juan Gregorio Las Heras: los ausiliares, injénuos, infantería de Concepcion, nacionales y granaderos, los he puesto á las órdenes del teniente coronel graduado, don Enrique Larenas, con orden de formar dos ó mas compañías de infantería bajo la planta de nuestros batallones.
Marcos Balcarce, encargado de disponer de las tropas chilenas emigradas

Para intentar reunir y guardar los fondos del Estado de Chile, San Martín nombró una comisión compuesta por el coronel Fernando Urízar, Miguel Zañartu y Francisco Prats, pero muy poco pudieron hallar.

## Los emigrados en Buenos Aires

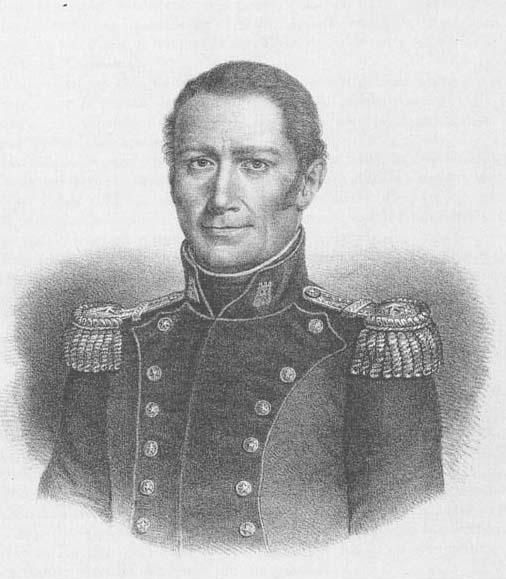
Juan Mackenna.

Mackenna, el guatemalteco Irisarri y el capitán Pablo Vargas partieron el 21 de octubre para Buenos Aires, a fin de informar sobre la situación interna de los chilenos en Mendoza, llegando el 4 de noviembre. Carrera logró que San Martín autorizara a su hermano Luis y a José María Benavente para que partieran el día 23 con el mismo objeto, llegando el 5 de noviembre. El gobierno les hizo saber su resolución de que las tropas chilenas se incorporaran al Ejército del Norte que luchaba en el Alto Perú.
Mackenna murió el 21 de noviembre de 1814 en un duelo contra Luis Carrera en Buenos Aires, mientras que Irisarri partió a Europa en 1815. A causa del duelo Luis Carrera quedó preso, hasta ser liberado el 15 de diciembre.
San Martín puso bajo arresto en el Cuartel de San Agustín a José Miguel y a Juan José Carrera, a Uribe y a Diego Benavente. El 3 de noviembre partieron hacia San Luis escoltados por 30 dragones chilenos al mando de Agustín López y del alférez Ibáñez, a donde llegaron el día 11, permaneciendo 7 días y continuando luego hacia Buenos Aires, excepto Juan José Carrera. Llegaron a Buenos Aires el 24 de noviembre, siendo liberados dos días antes en Luján. El 3 de enero San Martín ordenó que Juan José Carrera saliera para Buenos Aires. En diciembre de 1814 también O'Higgins se dirigió a la capital.
A partir de noviembre la cordillera de los Andes permitió que muchos soldados chilenos desertaran y retornaran a Chile. Otros chilenos viajaron a Buenos Aires, en donde se enrolaron en los cuerpos del ejército o se dedicaron a diversas actividades. Los Carrera se hallaron en una situación favorable durante el breve gobierno de Carlos María de Alvear a partir del 10 de enero de 1815, pero a su caída fueron arrestados por 3 días. Parte de los soldados chilenos llegados a Buenos Aires participaron en la expedición de Juan José Viamonte a Santa Fe.
Unos 300 soldados chilenos seguidores de Carrera que no aceptaron incorporarse al Ejército Argentino fueron enviados a Buenos Aires a fines de noviembre de 1814, para ser incorporados al Ejército del Norte y al del Litoral, justificando San Martín al Gobierno:

[...] no quiero emplear á esos soldados que sirven mejor á su caudillo que á la Pátria.

Viajaron a las órdenes de Alcázar divididos en 2 cuerpos. A la mitad de camino, en Santa Catalina, recibieron la orden del director supremo José Gervasio de Posadas para que se dirigieran al Alto Perú a ponerse a las órdenes de José Rondeau. La mayoría de los oficiales su opusieron y Alcázar envió a Freire a Buenos Aires para pedir que se los dejara llegar a la capital. La sublevación del Ejército del Norte contra Alvear hizo que éste dispusiera que los chilenos siguieran hacia Buenos Aires, a donde arribaron en enero de 1815.

## Incorporación al Ejército de los Andes

Bandera del Ejército de los Andes.

Los que sí aceptaron incorporarse al Ejército Argentino fueron distribuidos entre las unidades y en el Estado Mayor. Hubo 19 oficiales:
En el Estado Mayor
- Bernardo O'Higgins (con el grado y sueldo de brigadier de las Provincias Unidas del Río de la Plata, nombrado el 26 de febrero de 1816)
- Sargento mayor Ramón Freire.
- Alférez graduado de teniente Francisco Meneses

En el Batallón de Artillería
- Capitán grad. de teniente coronel Francisco Formas
- Teniente Ramón Picarte

En el Batallón N° 11
- Capitán graduado de mayor Diego Guzmán e Ibáñez
- Capitán Bernardo Cáceres
- Capitán Juan de Dios Rivera
- Ayudante mayor José Santiago Sánchez
- Teniente 1° Camilo Benavente
- Teniente 1° Manuel Benavente
- Subteniente José Antonio Alemparte
- Subteniente Pablo Cienfuegos
- Abanderado Carlos Formas

En el Batallón N° 1 de Cazadores
- Capitán grad. de teniente coronel Juan Calderón

En el Regimiento de Granaderos a Caballo
- Alférez Francisco Fuensalida
- Porta Estandarte Ramón Navarrete

En el Escuadrón Escolta
- Porta Estandarte Pedro Antonio Ramírez

Secretario del Ejército
- José Ignacio Zenteno (no era militar)

En 1815 Uribe y otros exiliados chilenos lograron adquirir la goleta estadounidense Constitución, que pusieron al mando de Guillermo Brown. La campaña naval a las costas del océano Pacífico que partió en septiembre de 1815 llevó como tripulantes a muchos chilenos emigrados, entre ellos a Uribe, Freire y a Pablo Vargas. A mediados de 1816, retornaron a Buenos Aires y de allí marcharon algunos a Mendoza, entre ellos Ramón Freire.
El 15 de noviembre de 1815 José Miguel Carrera partió hacia los Estados Unidos en busca de auxilios. Para los desarrollos posteriores del accionar de los hermanos Carrera, véase: José Miguel Carrera#Carrera en el exilio.

## Organización de los cuadros del futuro Ejército de Chile

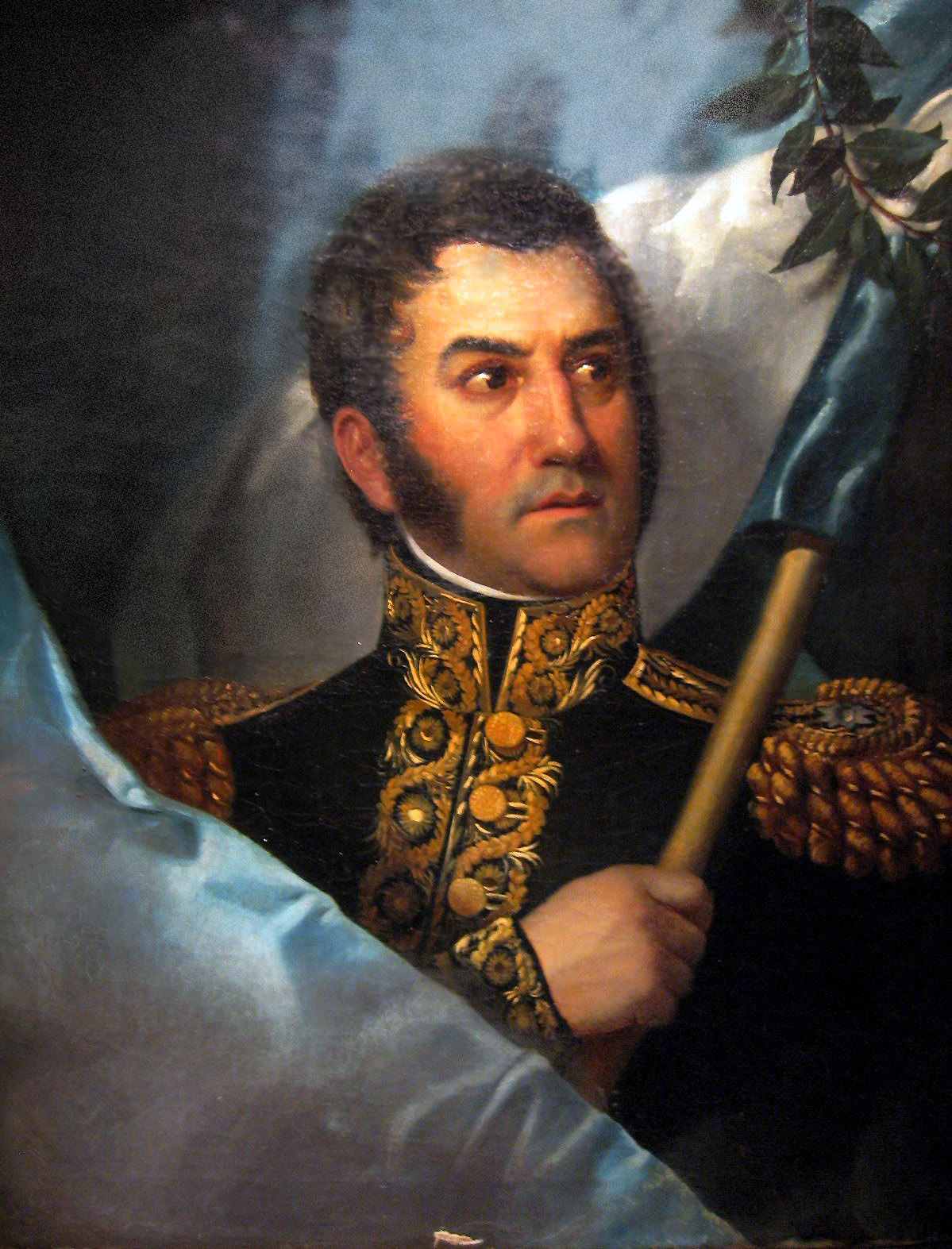
José de San Martín, gobernador intendente de la Provincia de Cuyo.

San Martín organizó en Mendoza los cuadros del futuro Ejército de Chile con oficiales emigrados. El 25 de abril de 1816 nombró una comisión de seis emigrados (Antonio Merino, José María Benavente, Pedro Villar, Juan de Dios Vial, Bernardo Escanilla y Antonio Hermida, quien renunció) que debía organizar los cuadros de los oficiales de un regimiento de infantería, un batallón de artillería y un regimiento de caballería para servir de núcleo del futuro ejército de ese país. San Martín se reservó el derecho a nombrar a los jefes superiores. 

Artículo 1°, Se formarán por ahora los cuadros de oficiales de dos Regimientos denominados 1° de Infantería y 1° de Caballería de Chile y asimismo el de un Batallón de artillería.

2° El de infantería se reduce al presente á un batallón de ocho compañías, para que de ellas puedan desde luego formarse otros. Cada compañía constará de un capitán, un teniente 1°, un id 2° y un subteniente.

3° Se reserva el Gobierno nombrar la plana mayor con oportunidad; pero la Comisión queda facultada para elegir dos ayudantes, un abanderado y un capellán.

4° El regimiento de caballería constará de tres escuadrones: cada uno de dos compañías, y éstas dotadas de un capitán, dos tenientes, sin distinción de primero ni segundo, y un alférez.

5° Su plana mayor se habilitará oportunamente como la de la infantería, facultándose á la Comisión para nombrar tres ayudantes, tres porta-estandartes y un capellán.

6° El batallón de artillería constará de tres compañías, habilitadas de un capitán, dos tenientes, sin distinción, y un subteniente. La plana mayor como en los anteriores, pudiendo la Comisión nombrar un ayudante y un capellán.
Plan de organización

Los que no se enrolaron en el Ejército Argentino, solo cruzaron la cordillera luego de la batalla de Chacabuco.
Finalmente, ante el fracaso de la convocatoria, fueron organizados los cuadros de las siguientes unidades, cuyos jefes fueron nombrados en junio de 1816:
- Regimiento de Infantería N° 1 de Chile, al mando del coronel Juan de Dios Vial Santelices.
- Compañía de Infantería de Línea de Emigrados de Chile, al mando del capitán Juan Manuel Astorga, de 6 oficiales y 38 soldados veteranos, según aparece en un parte de noviembre de 1816. Astorga luego pasó el Regimiento de Infantería y quedó al mando el teniente José María de la Cruz.
- Batallón de Artillería de Chile, al mando del teniente coronel Joaquín Prieto.
- Legión Patriótica del Sur, una partida volante de dragones a las órdenes del coronel de milicias de Aconcagua José María Portus.[14]

El 17 de julio de 1816, José María Benavente fue nombrado coronel del Regimiento de Caballería, pero luego San Martín lo desterró a Buenos Aires y disolvió el cuadro del regimiento.
Inmediatamente después de que O'Higgins asumió el Gobierno de Chile, Vial recibió el encargo de organizar en la Provincia de Aconcagua el Batallón N° 1 del Ejército de Chile, mientras que Prieto el de organizar un cuerpo de artillería. En Santiago mandó organizar un cuerpo de caballería, el de Cazadores.
En junio de 1816, pasaron a Chile agentes chilenos encubiertos de San Martín: el teniente de artillería Ramón Picarte y los sargentos mayores Diego Guzmán y Pedro A. de la Fuente, seguidos luego por Pedro Aldunate y otros más, que pasaron informes falsos a los realistas y fomentaron la insurrección. También se presentó a San Martín Manuel Rodríguez, quien regresó a Chile a insurreccionar el país, contando en Chile con el apoyo de José Miguel Neira. A todos ellos San Martín les hizo realizar falsos procesos judiciales con la intención de engañar a los españoles de Chile sobre sus lealtades.